# Фризская (порода кур)

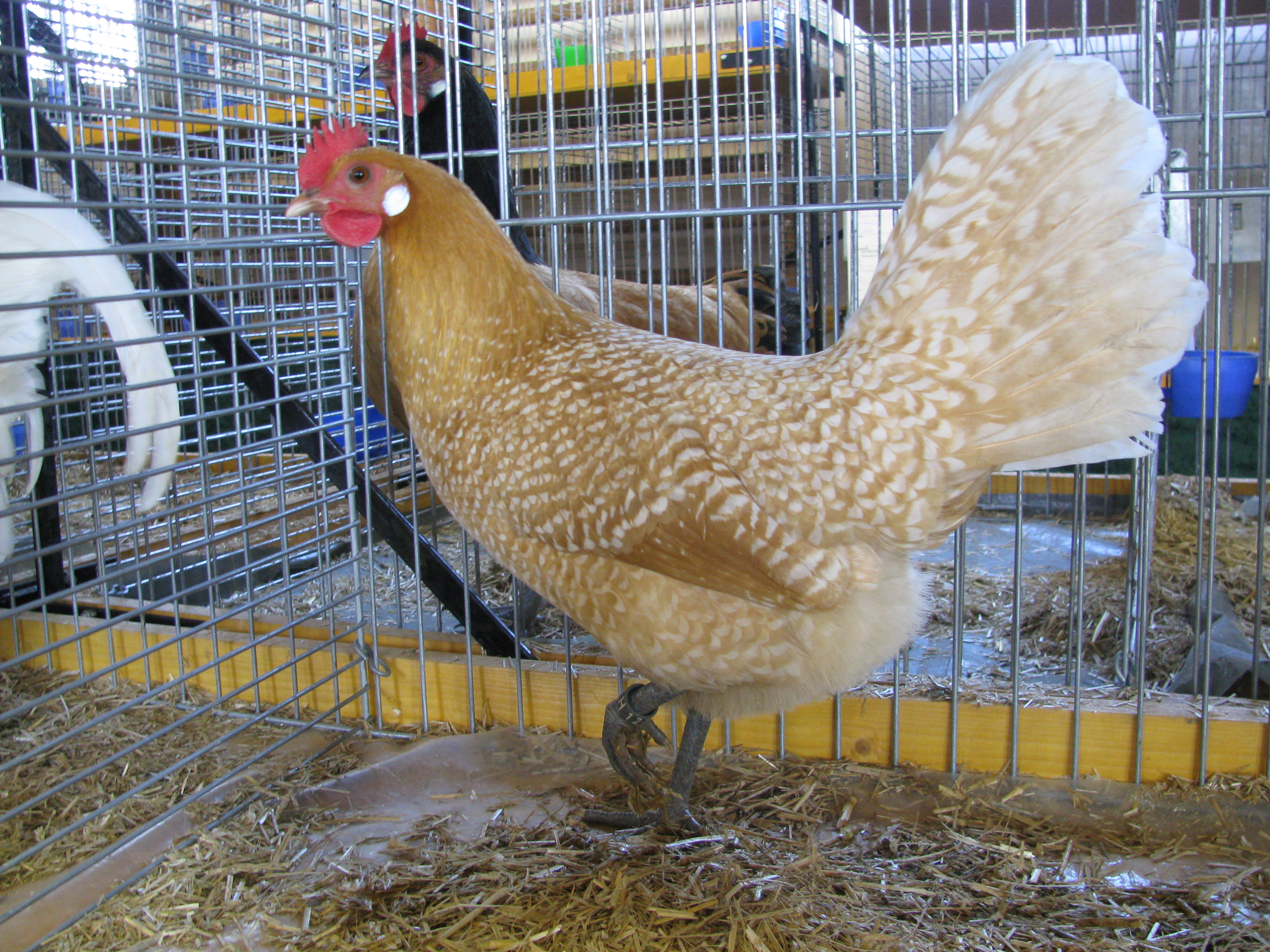

Фризская — старая порода кур яичного направления.
Куры типичного для фризской породы окраса с крапом или хлопьями известны на побережье Нидерландов с древности. Описание «золотисто-меланжевых» фризских кур как самостоятельной породы впервые дал Р. Ховник в 1880 году.
Птица некрупная, с гордой осанкой, широкими округлыми плечами и спиной, плавно спускающейся и сужающейся к заду. Хвост поставлен высоко, под большим углом к спине, очень пышный, с сильно развитыми серповидными перьями. Грудь высокая, хорошо выступающая. Живот у курицы более полный, чем у петуха. Крылья длинные, сильные, слегка наклонённые назад и хорошо прижатые. Голени слегка выступают за линию низа, ноги расставлены широко. Голова небольшая, слегка продолговатая. Гребень небольшой, листовидный, у петуха стоячий, с 5-6 зубцами, у курицы может быть немного склонённый набок. Серёжки короткие, мочки ушей короткие белые, глаза большие, тёмные, оранжево-красные. Клюв средней длины, слегка изогнутый.
Окрас с хлопьями — жёлто-белый, серебристо-чёрный, красно-чёрный, золотисто-чёрный, лимонно-чёрный. Кожа белая, ноги серо-голубые.
Масса петуха 1,5-1,6 кг, курицы 1,2-1,3 кг. Вес яиц от 52 г, скорлупа белая, яйценоскость хорошая.
Птицы подвижные, с хорошим темпераментом. Хорошо летают. Устойчивы к неблагоприятным погодным условиям, хорошо добывают пропитание на свободном выгуле.
Карликовая фризская порода выведена в конце XX века, встречается редко, известна как декоративная и выставочная. Петухи весят 0,55-0,65 кг, курицы 0,45-0,55 кг. Помимо обычных окрасов с хлопьями возможен голубой.